# Francisque
Francisque – francuski niszczyciel z początku XX wieku i okresu I wojny światowej, typu Arquebuse. Nazwa oznaczała franciska.
Niszczyciel przetrwał wojnę, służąc głównie na kanale La Manche. Został skreślony z listy floty 4 kwietnia 1921 roku i sprzedany na złom 10 lipca 1922.